# 吉野有香
吉野 有香（よしの ゆか、1991年5月30日 - ）は、愛知県犬山市出身の元女子サッカー選手。株式会社ゆかサルCEO。愛称：ゆかちん、ゆかサル。現役時代のポジションは主にSB。

## 来歴
父と兄の影響で小学校1年生のときからサッカーを始める。
中学時代は名古屋FCレディースで全国大会出場、その活躍によりナショナルトレセンに選出される。
2007年に女子サッカーの名門・常盤木学園高等学校（宮城県）サッカー部に進学、2008年・2009年には、チームが高校選手権で全国優勝、
また高校生チーム以外に同年代のクラブチームも加わる全日本ユース（全日本U-18女子サッカー選手権大会）では2007年・2008年に全国優勝（常盤木は2006年から3連覇）。
常盤木学園は吉野が卒業する2010年から、日本女子サッカーリーグ＝当時下位で2部相当のチャレンジリーグ（EAST）にも参入し、2010年からEASTで2連覇、
その後もチャレンジリーグでの優勝、皇后杯でリーグ1部の強豪を破るなど、高校としては異例な成績を残しており、この躍進に吉野たちの代も貢献したと言える。
吉野自身は、高校3年の秋に左足前十字靭帯を断裂、リハビリ期間中に高校を卒業を迎えた。
高校卒業後は、関西大学に進学し、同時に当時なでしこリーグ1部のスペランツァFC大阪高槻にも入団。
しかし、再建手術を行った左足前十字靭帯を、復帰直後に再び断裂、半月板も損傷。リハビリし、復帰するも3シーズン目にて戦力外通告を受け、当時なでしこリーグ2部のバニーズ京都SCに移籍、レギュラーとして活躍する。
京都での2年目、今度は右足前十字靭帯を損傷。再建手術をするも、痛みとともに自身のプレーに納得できなくなったことから引退を決意。
引退後は、一時サッカーから離れるが、自身の経験を生かして、メンタルコーチの道に入る。またコーチングも学び、指導者やユース選手の保護者向けにもセミナーを開催。
サッカー普及活動として、独自のメソッドでのサッカー教室や、初心者向けのフットサル教室「ゆかサル」も定期的に開催（愛称の一つはここから来ている）。
アスリートのセカンドキャリア及びデュアルキャリア支援、なでしこリーグ所属チームへのスポンサー仲介事業などもこなす。
2019年からはYouTubeにもチャンネルを持ち、独自のなでしこリーグ速報や、元なでしこリーガーにしか言及できない内容を積極的に発信している。
2020年11月、株式会社ゆかサルを京都府京丹後市にて設立。
2021年1月、夢の一つであった女子サッカークラブのオーナーを目指して、クラブをKYOTO TANGO QUEENSと名付け、リアル女子サカつくをスタート。

## 所属（選手時代）
- 2007年 - 2010年 常盤木学園高等学校
- 2010年 - 2012年 スペランツァFC大阪高槻（チーム名2012年当時）
- 2013年 - 2015年 バニーズ京都SC

## タイトル（選手時代）
- 全日本U-18女子サッカー選手権大会：2回（2007年、2008年 常盤木学園高等学校）
- 全日本高等学校女子サッカー選手権大会：2回（2008年、2009年 常盤木学園高等学校）